# Mesua assamica
Mesua assamica là một loài thực vật có hoa trong họ Calophyllaceae. Loài này được (King & Prain) Kosterm. mô tả khoa học đầu tiên năm 1969.